# Bienvenue chez les Loud, le film
Série
Séries : Bienvenue chez les Loud et Bienvenue chez les Casagrandes /Films : Film : Un Noël chez les Loud et Bienvenue chez les Casagrandes, le film / Série : Une famille vraiment Loud
Pour plus de détails, voir Fiche technique et Distribution.
Pour la série d'animation, voir Bienvenue chez les Loud.
Bienvenue chez les Loud, le film (The Loud House Movie) est un long métrage d'animation américain sorti en 2021 et inspiré de la série télévisée homonyme.

## Synopsis
Lincoln Loud, l'enfant du milieu et fils unique de Lynn Loud Sr. et Rita Loud, passe son temps à aider ses sœurs Lori, Leni, Luna, Luan, Lynn, Lucy, Lana, Lola et Lisa dans leurs tâches quotidiennes, tout en apprenant à leur cadette Lily à vivre au sein d'une famille nombreuse. Après une journée particulièrement réussie au cours de laquelle Lincoln aide ses sœurs a remporter des prix, elles fêtent l'événement dans le restaurant de Lynn Sr. Là, les sœurs Loud sont félicitées par des fans, tandis que Lincoln, seul à n'avoir rien remporté, est mis à l'écart et ignoré. Sentant qu'il vit dans leur ombre, il se confie à son ami Clyde McBride, qui, espérant lui changer les idées, lui rappelle les talents de magicien de Lincoln, puis lui raconte que sa famille du côté de sa grand-mère est originaire de Paris.
Inspiré, Lincoln pose la même question à ses parents et Lisa parvient à retracer l'héritage de Lynn Sr. jusqu'en Écosse. La famille Loud se rend alors en Écosse pour une semaine de vacances à la suite d'un voyage mouvementé (via un saut en parachute depuis une soute, un vol en montgolfière et un voyage en sous-marin). En arrivant en Ecosse, un quiproquo fait croire à Bobby, le petit ami de Lori, qu'ils ont rompu, et Leni tombe amoureuse d'un garçon nommé Scott.
Dans la ville de Loch Loud, une ville dysfonctionnelle remplie de bizarreries, les Loud apprennent qu'ils sont les descendants de la royauté écossaise. Ils sont conduits au château local, et y font la connaissance du gardien Angus, et de la gouvernante Morag (celle-ci étant mécontente que l'arrivée de la famille gâche sa tranquillité). Angus montre à la famille une peinture de leurs ancêtres (qui leur ressemble traits pour traits), révélant qu'ils ont régné sur la ville pendant de nombreuses années avant de disparaitre en naviguant au loin. Lorsque Lincoln apprend que son alter-égo ancestral était le duc, et donc le membre le plus spécial de la famille, il devient désireux de devenir à son tour le nouveau duc de Loch Loud.
Peu après leur arrivée, les Loud font la rencontre de Lela, une bébé dragonne descendant de leur dragon ancestral, et de Lucille Loud, le fantôme d'une de leurs ancêtres avec qui Lucy se lie d'amitié. Le lendemain, Lincoln participe à de nombreux travaux d'intérêt général pour aider le village à retrouver sa gloire d'antan et convaincre les citoyens de le couronner duc. Lorsque Morag parvient à les dissuader sous prétexte qu'il ne sera à Loch Loud que pour une semaine, Lincoln convainc le reste de la famille pour qu'ils déménagent en Écosse pour toujours (avec comme principal argument qu'ils n'ont plus à partager une seule salle de bains).
Alors que Lincoln est officiellement couronné et que les Loud s'adaptent à leur nouvelle vie de château, Morag devient de plus en plus frustrée par la famille après avoir y avoir vécu paisiblement et tranquillement pendant de nombreuses années. Elle conçoit alors un plan pour se débarrasser de la famille, tout comme son ancêtre Aggie qui a amené les Loud ancestraux à quitter la ville en hypnotisant leur dragon pour les chasser, grâce à une pierre magique, la pierre du dragon, et le sceptre royal.
Après avoir compris que Lincoln se sent dans l'ombre de sa famille, Morag convainc les soeurs Loud d'attirer l'attention du village sur elles pour ensuite pousser Lincoln à chevaucher Lela pour reprendre cette attention. Pendant qu'il chevauche le dragon, elle utilise la pierre magique et le sceptre pour l'hypnotiser et lui faire détruire la ville afin que Lincoln soit tenu pour responsable du chaos. Se sentant coupable des dégâts, Lincoln demande à la famille de rentrer à Royal Woods. Alors que les Loud rentrent chez eux, Morag se fait élire duchesse de la ville, au grand dam des villageois, pour éviter que quiconque d'autre ne gêne sa tranquillité en revendiquant à nouveau la couronne. En représailles de l'opposition d'Angus et des citoyens, elle hypnotise à nouveau Lela afin de détruire davantage le village.
Lucille retrouve les Loud et leur explique le plan de Morag et ce qu'elle est en train de faire au village. Les enfants Loud retournent en ville sur une barque et font équipe pour vaincre Morag et déshypnotiser Lela, utilisant les talents de chacune des sœurs. Malheureusement, leur plan échoue et Morag menace de tuer les Loud avec Lela. Lincoln parvient à sauver sa famille en récupérant la couronne, et grâce à ses talents de magicien et avec l'aide de Lily, il détruit la pierre du dragon, libérant Lela de son hypnose. Pour punir Morag, Lela l'exile sur une île remplie de phoques bruyants. Les citoyens de Loch Loud félicitent la famille et demandent à Lincoln de reprendre sa place de duc, mais Lincoln refuse et offre la couronne à Angus, estimant qu'il la mérite davantage. Cette décision est approuvée par les citoyens et les autres fantômes des ancêtres Loud, qui apparaissent pour donner leur bénédiction à Angus.
Après avoir aidé à réparer le village, la famille Loud fait ses adieux à Angus et aux villageois et repart vers Royal Woods. Bobby arrive pour retrouver Lori mais découvre qu'elle est déjà repartie. Clyde accueille Lincoln à Royal Woods avec des choux à la crème sur le thème des ducs.
Pendant le générique, des images fixes sont montrées, notamment le fantôme du duc chevauchant Lela, Bobby retrouvant Lori, Leni contactant Scott en ligne, Lincoln remportant un trophée de 3e place lors d'un spectacle de magie, Lela ayant pondu trois œufs, et Angus et les fantômes sauvant Morag, qui travaille maintenant comme garde-champêtre avec Lela qui la tient en respect.

## Fiche technique
- Titre original : The Loud House Movie
- Titre français : Bienvenue chez les Loud, le film
- Réalisation : Dave Needham
- Scénario : Kevin Sullivan et Chris Viscardi d'après les personnages créé par Chris Savino
- Musique : Philip White
- Production : Michael Rubiner, Ramsey Naito, Ben Roberts et Brian Robbins
- Société de production : Nickelodeon Movies
- Pays d'origine :   États-Unis
- Format : couleur - HD - 1,85:1 - son stéréo Dolby Digital
- Genre : comédie, famille
- Durée : 84 minutes
- Dates de sortie :
  - États-Unis, France : 20 août 2021

## Distribution

### Voix originales
- Asher Bishop : Lincoln Loud, le duc
- David Tennant : Angus
- Michelle Gomez : Morag
- Jill Talley : Rita Loud, ancêtre de Rita Loud de 1600
- Brian Stepanek : Lynn Loud Sr., ancêtre de Lynn Loud Sr. de 1600
- Catherine Taber : Lori Loud, ancêtre de Lori Loud de 1600
- Liliana Mumy : Leni Loud, ancêtre de Leni Loud de 1600
- Nika Futterman : Luna Loud, ancêtre de Luna Loud de 1600
- Cristina Pucelli : Luan Loud, ancêtre de Luan Loud de 1600
- Jessica DiCicco : Lynn Loud, Lucy Loud, ancêtre de Lynn Loud de 1600
- Grey Griffin (Grey DeLisle) : Lola Loud, Lana Loud, Lily Loud, Scouts, ancêtre de Lola Loud de 1600, ancêtre de Lana Loud de 1600, ancetre de Lily Loud de 1600
- Lara Jill Miller : Lisa Loud, ancêtre de Lisa Loud de 1600
- Katy Townsend : Lucille Loud l'ancêtre de Lucy Loud de 1600, Mrs. Scroggins, vieille Aggie
- Andre Robinson : Clyde McBride
- Carlos PenaVega : Bobby Santiago
- Izabella Alvarez : Ronnie Anne Santiago
- Billy Boyd : Scott, pêcheur
- Jan Johns : Lela le Dragon, Lolo le Dragon
- Candi Milo : capitaine du sous-marin
- Carlos Alazraqui : sonneur de cloche
- Debra Wilson : Nana May, Nana Collette, Nana Helene, Mrs. Turnberry
- Ruth Connell : commerçante de frites, chauffeuse
- Tru Valentino : poissonnier
- Peter Ettinger : neveu d'oncle Jack

### Voix françaises
- Nathalie Bienaimé : Lincoln Loud
- Sophie Dutruch : Morag
- Fred Colas : Angus
- Caroline Mozzone : Lori Loud
- Claire Baradat : Leni Loud
- Patricia Legrand : Luna Loud
- Leslie Lipkins : Luan Loud
- Marie Facundo : Lynn Loud, Ronnie-Anne Santiago
- Magali Rosenzweig : Lucy Loud, Lucille Loud l'ancêtre de Lucy Loud de 1600
- Frédérique Marlot : Lana Loud
- Jessica Barrier : Lola Loud
- Caroline Combes : Lisa Loud, Lily Loud
- Emma Clavel : Rita Loud
- Philippe Roullier : Lynn Loud Sr.
- Audrey Sablé : Clyde McBride
- François Créton : Bobby Santiago

Version française
- Société de doublage : Lylo Media Group
- Direction artistique : Philippe Roullier (dialogues), Edwige Chandelier (chansons)
- Adaptation : Elyne Penalver, Charles Platto
- Mixage : Vivien Berry, Luc Cadiau, Fabienne Travaux
- Enregistrement : Vivien Berry, Jonathan Méreau, Nathan Senot

 Source et légende : version française (VF) sur RS Doublage

## Production
Le 28 mars 2017, le président de Paramount, Marc Evans, annonce qu'un film d'animation basé sur la série télévisée est prévu pour le 7 février 2020. Cependant, en janvier 2019, Paramount retire le film de son calendrier. Le 5 février 2019, The Hollywood Reporter annonce que le projet devrait finalement voir le jour sur la plateforme américaine Netflix.
Le 12 janvier 2021, il est confirmé que le film sortirait sur Netflix et que la famille Loud voyagerait en Écosse. La sortie est prévue le 20 août 2021.